# Paul Ji
Paul Ji, né le 14 janvier 2004 à Chicago, est un pianiste sino-américain.

## Biographie

### Enfance
Paul Ji naît à Chicago le 14 janvier 2004 dans une famille d'origine chinoise. Sa mère, Xiaowei Rose Luo, est professeure à l'INSEAD. À l'âge de 4 ans, il s'est rapidement initié au piano, en suivant l'exemple de sa grande sœur Esther. En 2009, à l'âge de 5 ans, il déménage avec sa famille à Fontainebleau en France, ville où il réside depuis. Il commence à démontrer un fort intérêt pour l'instrument à partir de 6 ans. Ses premiers cours sont sous la direction du professeur Qin Yinming, pianiste lauréat du concours international de piano Long-Thibaud et Chevalier des Arts et des Lettres en France.

### Début de carrière

#### Études
Paul Ji étudie à la Schola Cantorum à Paris avec Elizabeth Cooper à partir de 12 ans, et enfin à l’École Normale de musique de Paris (école créée par Alfred Cortot et le pianiste Auguste Mangeot) avec Jean-Bernard Pommier.

#### Compétitions et concerts
Encouragé par son père, qui gère sa carrière, il remporte de nombreuses compétitions depuis 2010. D'une notoriété naissante, il est notamment invité à jouer au Carnegie Hall à New York en 2012 et au Festival de musique classique d'Annecy en 2016 et 2017.
Il remporte le Concours International Steinway à Paris, à sept reprises entre 2010 et 2018 et a été choisi comme le meilleur lauréat pour de se produire, en tant que représentant de la France, au Festival de musique de Steinway à la Laeiszhalle de Hamburg en Allemagne. La même année, il joue à la Philharmonie de Berlin après avoir remporté le Grand Prix Berlin Rising Stars.

#### Concours Prodiges
En 2019, il remporte la sixième édition du concours Prodiges de France 2. Son interprétation du Polonaise n°6 opus 53 de Chopin en demi-finale lui permet d'être sélectionné pour la finale au cours de laquelle il joue le concerto pour piano n°1 de Tchaïkovski. Il reçoit le prix des mains du pianiste Lang Lang devant 3,2 millions de téléspectateurs, complété d'une bourse de 10 000 euros,,. Cela lui permet de recevoir la distinction de « Bellifontain d’honneur » lors des vœux du maire à Fontainebleau.

### Développement

#### Premières productions
Le jeune pianiste accompagne Sarah Brightman pour la chanson « Dans la Nuit » de son album « France » sorti le 20 novembre 2020. Il figure ainsi parmi les autres duos de l'album formés avec Florent Pagny, Vincent Niclo, Roch Voisine, I Muvrini, Alessandro Safina et Andrea Bocelli.
Le 4 décembre 2020, il sort son premier album « Piano » conformément au cadre du projet de l'émission Prodiges dans laquelle il a remporté la victoire l'année précédente. Le même mois, il est nommé « jeune artiste Steinway »,.

#### Œuvres caritatives et projet
Paul Ji a régulièrement joué à l'unité de soins palliatifs de l’hôpital de Fontainebleau, souhaitant par la musique, aider les personnes dans le besoin. Dans cet élan, en janvier 2021, il lance le projet nommé « Music for Good » en français : « Musique pour le bien » qui a pour but de partager la musique aux personnes dans le besoin, et d'encourager les autres musiciens qui souhaitent apporter un changement au monde. Dans le contexte de la crise sanitaire, il organise notamment un concert virtuel pour le Nouvel An. Cette initiative reçoit le prix Khemka de l'impact social du collège d'Eton.

## Apparitions télévisées
- août 2019 : Il est interrogé dans le cadre de l’émission « Le Monde des Chinois vivant à l’Étranger », sur la chaîne nationale de télévision chinoise CCTV 4[15],[16].
- 23 janvier 2021 : Il interprète la Grande Valse brillante de Chopin sur le plateau d'On est en direct sur la chaîne française de télévision France 2[17],[18].

## Discographie
- 2020 : Piano, Prodiges Saison 6 : Récital Chopin, Schumann, Liszt, Tchaïkovski, Rachmaninov, Scriabine et Debussy (15-18 juillet 2020, Warner Classics)

| No  | Titre                                                                       | Auteur                   | Durée |
| --- | --------------------------------------------------------------------------- | ------------------------ | ----- |
| 1.  | Grande valse brillante in E-Flat Major, Op. 18                              | Frédéric Chopin          | 5:56  |
| 2.  | Grandes études de Paganini, S. 141: No. 3, La Campanella                    | Franz Liszt              | 4:55  |
| 3.  | The Seasons, Op. 37a: VI. June - Barcarolle                                 | Piotr Ilitch Tchaïkovski | 5:39  |
| 4.  | 10 Preludes, Op. 23: No. 5 in G Minor                                       | Sergueï Rachmaninov      | 4:28  |
| 5.  | Children's Corner, CD 119a, L. 113: I. Doctor Gradus ad Parnassum           | Claude Debussy           | 2:45  |
| 6.  | 12 Etudes, Op. 10: No. 5 in G-Flat Major "Black Key"                        | Frédéric Chopin          | 1:47  |
| 7.  | Concert Paraphrase on Rigoletto, S. 434                                     | Franz Liszt              | 7:45  |
| 8.  | Kinderszenen, Op. 15: No. 7, Träumerei                                      | Robert Schumann          | 3:21  |
| 9.  | 12 Etudes, Op. 8: No. 12 in D-Sharp Minor                                   | Alexandre Scriabine      | 2:32  |
| 10. | Nocturne No. 20 in C-Sharp Minor, Op. Posth.                                | Frédéric Chopin          | 4:49  |
| 11. | Consolations, S. 172: No. 3 in D-Flat Major                                 | Franz Liszt              | 4:11  |
| 12. | 18 Pieces, Op. 72: No. 5, Méditation                                        | Piotr Ilitch Tchaïkovski | 5:42  |
| 13. | 12 Etudes, Op. 10: No. 3 in E Major "Tristesse"                             | Frédéric Chopin          | 5:03  |
| 14. | Liebesträume No. 3 in A-Flat Major, S. 541                                  | Franz Liszt              | 5:07  |
| 15. | The Nutcracker, Op. 71, Act 2: No. 14, Pas de deux (Arr. Pletnev for Piano) | Piotr Ilitch Tchaïkovski | 5:42  |
| 16. | Polonaise in A-Flat Major, Op. 53 "Heroic"                                  | Frédéric Chopin          | 6:38  |